# دانشگاه اوکلاهما وسلیان
دانشگاه اوکلاهما وسلیان (انگلیسی: Oklahoma Wesleyan University) دانشگاه خصوصی آمریکایی در بارتلزویل، اکلاهما است‌.